# 제주소방서
제주소방서(濟州消防署, Jeju Fire station)는 제주특별자치도 제주시의 시내동 권역을 관할하는 제주특별자치도 소방안전본부 산하의 소방서이다.
소방서장은 소방정으로 보한다.

## 연혁
- 1965년 1월 3일: 제주소방서 개서
- 1980년 8월 8일: 서귀포소방서 분리
- 2003년 6월 30일: 제주서부소방서 분리
- 2008년 9월 1일: 제주동부소방서 분리

## 조직
| - 소방행정과 - 소방행정팀 - 예산장비팀 | - 예방안전과 - 예방기획팀 - 안전지도팀 | - 방호구조과 - 대응지도팀 |

## 관할센터 및 관할구역
제주소방서는 7개의 119안전센터와 1개의 구조대를 산하에 두고 있다.
| 명칭                 | 사진 | 주소         | 관할구역                       | 지역대        |
| -------------------- | ---- | ------------ | ------------------------------ | ------------- |
| 이도119안전센터      |      | 중앙로 342   | 이도 1·2동, 아라동             |               |
| 삼도119안전센터      |      | 탑동로 101   | 삼도 2동, 용담 1·2동           |               |
| 오라119안전센터      |      | 서광로2길 24 | 오라동, 삼도 1동               |               |
| 연동119안전센터      |      | 문송길 14    | 연동                           |               |
| 노형119안전센터      |      | 광평동로 2   | 노형동, 이호동, 외도동, 도두동 |               |
| 항만119안전센터      |      | 임항로 146   | 일도 1·2동, 건입동, 추자면     | 추자119지역대 |
| 화북119안전센터      |      | 동화로1길 3  | 화북동, 삼양동, 봉개동         |               |
| 제주소방서 119구조대 |      | 중앙로 342   | 제주특별자치도 제주시 일부     |               |

## 같이 보기
- 대한민국 소방청
- 대한민국의 소방
- 소방관 계급